# El arte de volver
El arte de volver (en anglès, The Art of Return) és una pel·lícula dramàtica de 2020 escrita i dirigida per Pedro Collantes. És protagonitzada per Macarena García, Nacho Sánchez, Ingrid García-Jonsson, Mireia Oriol, Luka Peroš i amb la col·laboració especial de Celso Bugallo.
La pel·lícula es va estrenar al Festival Internacional de Cinema de Venècia el 8 de setembre de 2020.

## Sinopsi
Noemí és una jove actriu que torna a casa després de sis anys a Nova York per a assistir a una audició que podria canviar la seva carrera. Durant les primeres 24 hores a Madrid, Noemí té una sèrie de trobades i comiats que li ensenyen a apreciar els vaivens de la vida i l'ajuden a repensar el seu passat, el seu futur i el seu lloc en el món.

## Repartiment
- Macarena García com Noemí
- Nacho Sánchez
- Ingrid García Jonsson
- Mireia Oriol
- Luka Peroš
- Celso Bugallo
- Lucía Juárez

## Llançament
La pel·lícula es va estrenar al Festival Internacional de Cinema de Venècia el 8 de setembre de 2020. La distribuïdora, Filmax té previst estrenar-la en cinemes a Espanya l'11 de desembre de 2020.